# Alexis Samouïlovitch Greig
Pour les articles homonymes, voir Greig.
Alexis Samouïlovitch Greig (en russe : Алексей Самуилович Грейг), né le 6 septembre 1775 à Kronstadt, mort le 18 janvier 1845 à Saint-Pétersbourg.
Amiral russe, il fut gouverneur militaire de Sébastopol et de Nikolaïev (1816-1833).

## Famille
Fils de l'amiral d'origine écossaise Samuel Karlovitch Greig et père de Samuel Greig, ministre des Finances sous le règne d'Alexandre II de Russie, d'Ivan Alexeïevitch Greig qui servit à la Cour impériale de Russie sous le règne d'Alexandre II de Russie, Basile Alexeïevitch Greig fut chambellan et eut deux filles.

## Biographie
Pour raisons exceptionnelles, Catherine II de Russie fut la marraine d'Alexis Samouïlovitch Greig, il devint garçon d'honneur du comte Alexeï Orlov.

### Enfance
En 1785, son père l'envoya servir dans la Royal Navy. En décembre 1785, Alexis Samouïlovitch Greig fut nommé sous-lieutenant.

### Carrière militaire
À son retour en Russie, le 19 mai 1788, il fut affecté à bord du Mtislav, navire placé sous le commandement de son père. Le 17 juillet 1788, le jeune lieutenant prit part à la bataille de Hogland. Au décès de son père survenu le 9 octobre 1788, en mémoire du défunt amiral, Catherine éleva Alexis Samouïlovitch Greig au grade de lieutenant, ses frères cadets Charles et Samuel premier officier aspirant. Du 9 octobre 1789 à 1796, avec son frère Charles, il séjourna en Angleterre et servit sur différents bâtiments de guerre.
De retour en Russie en avril 1796, il fut affecté sur Le Revitzan et servit sous le commandement du général de brigade Pavel Tchitchagov. Avec son escadre, Alexis Samouïlovitch se rendit sur les côtes britanniques. Il fut nommé commandant de la frégate L'Archange Michel et reçut comme mission de ramener ce navire en Russie. Mais pendant le trajet, la frégate coula en mer Baltique. Après avoir pris connaissance des circonstances du naufrage de la frégate, il apparut que le lieutenant avait tenté de sauver le navire. Pour cette raison, le tribunal militaire l'innocenta. Le 17 décembre 1796, il fut promu capitaine (2e rang).

#### Guerres napoléoniennes
Lors du conflit opposant la Russie à la France révolutionnaire (1798-1800), Alexis Samouïlovitch Greig fut nommé commandant du Retvizan appartenant à l'escadre placée sous le commandement du vice-amiral Makarov. Avec des bâtiments de guerre britanniques il prit part à des combats navals en mer du Nord. En janvier 1799, il fut promu capitaine (1re rang). Cette même année, il se distingua au cours de l'expédition navale menée contre la marine néerlandaise au cap Gelder, il sortit victorieux de cet affrontement. En récompense pour son fait de guerre, Paul Ier de Russie lui décerna l'ordre de Sainte-Anne (second degré). En 1801, le tsar le nomma président de la Commission ayant à charge la reconstruction du port de Kronstadt. Lors de son accession au trône, Alexandre Ier de Russie créa la Commission chargée de réorganiser la flotte impériale de Russie, âgé de vingt-sept ans, le capitaine (1er rang) fut le seul membre n'appartenant pas à l'Amirauté à siéger dans ce comité.
En 1806, fort du soutien de Napoléon Ier, la Turquie ouvrit les hostilités contre la Russie (Guerre russo-turque 1806-1812). Sous le commandement de l'amiral Dimitri Nikolaïevitch Senyavine (1763-1831) le capitaine Alexis Samouïlovitch Greig participa à l'expédition en Méditerranée. En mai 1807, l'amiral prit position devant l'entrée du détroit des Dardanelles et ordonna au capitaine de prendre possession de l'île de Tenedos (île située à l'entrée du détroit). Alexis Samouïlovitch Greig sortit victorieux de la bataille d'Athos (19 juin au 29 juin 1807). Le 8 mars 1807, par ses harcèlements, le capitaine contraignit la flotte turque à s'échouer dans le golfe de Santa-Monte et s'empara de l'île de Lemnos et de l'île de Tenedos. Il mena son navire à l'abordage et réussit à capturer le navire-amiral ottoman et incendia les navires turcs. Il se distingua également lors de la bataille d'Afonskom (1807) péninsule située dans le Nord de la Grèce. Alexis Samouïlovitch Greig servit un certain temps sous les ordres de l'amiral Dimitri Nikolaïevitch Senyavine. En récompense de ses victoires, le capitaine fut décoré de l'Ordre de Sainte Anne (premier degré) le 18 septembre 1809. Après la signature du traité de Tilsit signé le 7 juillet 9 juillet 1807, la marine impériale de Russie dut quitter la Méditerranée.
Entre 1808 et 1812 Alexis Samouïlovitch Greig fut rayé des effectifs de la marine impériale de Russie. Il reprit du service lors de l'invasion de la Russie par les troupes napoléoniennes en 1812. Il remplit plusieurs missions diplomatiques (1812), en 1813, il reçut le commandement de la flotte lors du siège de Dantzig. Le 4 septembre 1813, il fut décoré de l'Ordre de Saint-Vladimir (second degré). Entre 1814 et 1816, il demeura à Saint-Pétersbourg. À cette époque, il reçut la nationalité russe. Cette nationalisation lui permit de restaurer la flotte de la mer Noire.

#### Commandant de la Flotte de la mer Noire, gouverneur militaire de Sébastopol et Nikolaïev
Le 2 septembre 1816, Alexis Samouïlovitch Greig fut nommé commandant en chef de la Flotte de la mer Noire et des ports la desservant, gouverneur militaire de Sébastopol et Nikolaïev. À cette époque, cette flotte ne possédait que quelques navires et un personnel fort mal instruit. Le jeune commandant était un homme passionné par la mer, énergique, érudit. Il modernisa rapidement la Flotte. Il apporta sa contribution dans la construction de nouveaux navires de guerre, des jeunes officiers de marine furent envoyés en Grande-Bretagne afin de poursuivre des études navales, il introduisit de nouvelles réformes et améliora le statut des marins.
En février 1826, Alexeï Samuelovitch Greig fut admis à la toute nouvelle commission créée par Nicolas Ier de Russie (31 décembre 1825). Pour ses importants services rendus à la Flotte de la mer Noire au poste de commandant en chef, le 18 septembre 1821, il fut décoré de l'Ordre de Saint-Alexandre Nevski (avec diamants). En reconnaissance les citoyens de Sébastopol et Nikolaïev érigèrent une statue dédiée à Alexis Samouïlovitch Greig (1873). Le 20 juillet 1827, il lui fut décerné l'Ordre de Saint-Vladimir (première classe).

#### Guerre russo-turque(1828-1829)
Au cours de la Guerre russo-turque de 1828-1829, Alexis Samouïlovitch Greig commandant en chef du navire de guerre Le Paris se distingua lors du siège de Varna (juillet au 29 septembre 1828) et à l'assaut de la forteresse d'Anapa (1829). Le 20 juillet 1828, il fut promu amiral et reçut l'Ordre de Saint-Georges (seconde classe) le 30 septembre 1829.
En 1833, rappelé par Nicolas Ier de Russie à Saint-Pétersbourg, le tsar le nomma membre du Conseil d'État (3 août 1833). À ce poste il s'occupa de différentes affaires telles que les affaires maritimes, les affaires de Pologne, les affaires économiques, il fut également nommé Président de la Commission maritime et militaire. Il dirigea la construction de observatoire de Poulkovo (situé à 19 kilomètres de Saint-Pétersbourg), celui-ci ouvrit ses portes le 19 août 1839 et atteint très vite une grande renommée.
Pour sa carrière militaire exemplaire, Nicolas Ier de Russie remit à Alexis Samouïlovitch Greig une tabatière sertie de diamants et ornée du portrait du tsar. Le 6 décembre 1843, Nicolas Ier de Russie lui décerna la plus haute distinction de la Russie impériale, l'Ordre de Saint-André.

### Décès et inhumation
Alexis Samouïlovitch décéda le 18 janvier 1845 à Saint-Pétersbourg.
Derrière le cercueil d'Alexis Samouïlovitch Greig suivirent les membres du Conseil d'État, tous les membres de la marine impériale de Russie, les membres de l'Académie des Sciences, un escadron de Nicolas Ier de Russie et une délégation britannique résidant à Saint-Pétersbourg. Assistèrent à la cérémonie funèbre : le tsarévitch Alexandre Nikolaïevitch (futur Alexandre II de Russie), le grand-duc Michel Pavlovitch de Russie. Alexis Samouïlovitch Greig fut inhumé au cimetière luthérien de Smolenk à Saint-Pétersbourg, Un monument fut érigé en 1873, mais il fut détruit par les Bolcheviks lors de la Révolution russe. Un monument de granit fut de nouveau érigé mais le portrait de l'amiral fut dérobé.

## Lieux portant son nom
Pour honorer sa mémoire des marins russes donnèrent le nom d'Alexis Samouïlovitch Greig :
- Le cap Greig : situé dans la baie de Bristol en mer de Béring
- Île Greig : située dans l'océan Pacifique

## Distinctions

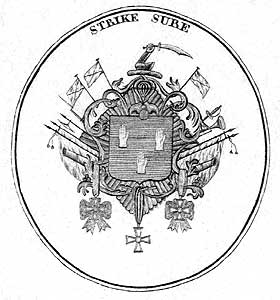
Armoiries d'Alexis Samouïlovitch Greig

- 1799 Ordre de Sainte-Anne (seconde classe)
- 1807 Ordre de Sainte-Anne (première classe)
- 1813 Ordre de Saint-Vladimir (seconde classe)
- 1821 Ordre de Saint-Alexandre Nevski (diamants)
- 1827 Ordre de Saint-Vladimir (première classe)
- 1828 Ordre de Saint-Georges (seconde classe)
- 1843 Ordre de Saint-André (plus haute distinction de la Russie impériale)